# روپرتزکن
روپرتزکن (به آلمانی: Ruppertsecken) یک شهر در آلمان است که در دنرسبرگکرایس واقع شده‌است. روپرتزکن ۳۹۲ نفر جمعیت دارد.